# Stadio Maurizio Quaggia
Lo stadio Maurizio Quaggia è un impianto sportivo di Mogliano Veneto (TV), che ospita le partite del Rugby Mogliano.

## Caratteristiche
Lo stadio del rugby di Mogliano Veneto intitolato a Maurizio Quaggia (storico presidente dell'A.S. Lions Mogliano), è un impianto sportivo che sorge su uno spazio di circa 20.000 m² di area verde, attrezzata per il gioco del rugby. L'impianto sportivo è composto da due campi da gioco regolamentari, un campo di dimensioni ridotte (50 m x 35 m), blocco spogliatoi composto da 6 locali con docce, un magazzino per il deposito dei materiali tecnici ed una stanza ad uso ufficio/segreteria.
Gli spettatori hanno a disposizione una tribuna coperta (ad est) con 448 posti a sedere (il locale sotto la tribuna è adibito a sala pesi), una gradinata scoperta (ad ovest) omologata per 338 posti in piedi, un parterre su tutti i lati del campo principale (separato dal terreno di gioco non da una recinzione ma da una semplice balaustra) e un'area accoglienza con club house e terrazza estiva.
Per gli incontri della Nazionale o per i test match internazionali (come ad esempio Giappone-Portogallo) disputati in città, è stato utilizzato il ben più capiente stadio comunale di via Ferretto, solitamente dedicato al calcio e all'atletica leggera.
Nel 2011 lo stadio è stato oggetto di alcuni lavori di ulteriore ammodernamento a seguito del passaggio in Eccellenza della squadra di rugby cittadina.
La capienza è di 786 posti tra tribuna e gradinata oltre ad un numero imprecisato di posti nel parterre.

## Storia
Storicamente l'area di proprietà del Comune di Mogliano Veneto di circa 20.000 m² compresa tra le vie Gagliardi, Ronzinella, Colelli e le scuole (la Media Dal Monte già U. Saba e il Liceo Berto) era stata organizzata dividendola in quattro parti: una ad est con il campo secondario del rugby (confinante con via Gagliardi), una ad ovest con lo stadio principale del Rugby (confinante con via Colelli), una centrale che separava i due terreni di gioco destinata all'allenamento, così come la zona a nord a ridosso del fossato e confinante con le scuole. Gli spogliatoi erano dislocati in via Colelli. Il campo principale era dotato nella parte est di una piccola gradinata in cemento armato (quella ancora presente) che fu poi coperta con una rudimentale ma funzionale tettoia in ferro.
Nata per essere destinata al rugby, a causa delle carenze nelle strutture sportive per la pratica del calcio della città negli anni ottanta, l'area fu in parte sottratta al rugby per essere destinata al calcio. Infatti la storica squadra cittadina del Pro Mogliano dopo la retrocessione dal massimo campionato regionale di Promozione Veneta 1973-74 (15º classificata nel Girone B), si trasferì a giocare a Scorzè a causa dell'inadeguatezza del piccolo terreno del vecchio stadio comunale di via XXIV Maggio, dando vita al periodo di esilio noto anche come "cattività scorzetana". Ripromossa subito nel massimo campionato regionale già nel successivo campionato 1974-75 di Prima Categoria il team calcistico cittadino rimase giocare a Scorzè per cinque lunghi anni nei quali sfiorò per tre volte anche il rientro in Serie D.
Viste le difficoltà di allestire una squadra importante a Mogliano, dove mancava uno stadio adeguato, nel 1979 il presidente del team calcistico Guido Robazza acquisì la proprietà della Mestrina di cui diventò presidente, affidando la presidenza della Pro Mogliano nelle mani di Gino Bazzacco e conservando la totale proprietà della società moglianese. Il comprensibile e parziale disimpegno di Robazza dopo una polemica che durava da molti anni mise le "ali a piedi" all'amministrazione comunale che prima si prodigò per far rientrare la squadra dall'esilio di Scorzè imponendo alla squadra del Rugby Mogliano di ospitare sul proprio terreno principale il team calcistico (campionati 1979-80 e 1980-81 di Promozione Veneta) e successivamente decidendo di assegnare urgentemente all'A.S. Pro Mogliano un'area da adibire a impianto sportivo: l'area del campo succursale del rugby di via Gagliardi.
Grazie all'impegno e al lavoro di alcuni appassionati per la squadra calcistica fu possibile finalmente tornare a giocare a Mogliano in uno stadio dedicato solo al calcio; l'impianto era provvisorio ma ben organizzato con spogliatoi e tribuna entrambi prefabbricati, mentre per l'allenamento veniva utilizzata l'area a nord confinante con le scuole (anche questa ceduta dalla squadra di rugby). La Pro Mogliano giocò nello Stadio dei Prefabbricati di Via Gagliardi i massimi campionati regionali 1981-82 e 1982-83 di Promozione Veneta, ma al termine della stagione sportiva 82-83 con la retrocessione del team calcistico e la contemporanea promozione nella massima serie della squadra di rugby, lo stadio dei Prefabbricati di via Gagliardi (già campo rugbistico succursale) ritornò nelle disponibilità del Rugby Mogliano mentre la squadra di calcio dovette ritornare a giocare nel glorioso Stadio Comunale di Via XXIV Maggio (abbandonato già dieci anni prima). Al team calcistico rimase solo l'utilizzo degli spogliatoi prefabbricati e del piccolo campo per gli allenamenti.
La società rugbistica, nel successivo campionato di Serie A 1983-84 (disputato tra 16 squadre con la stessa formula introdotta nella stagione precedente ossia con due gironi in una prima fase da 8 squadre, le prime quattro di ciascuno dei quali destinate alla seconda fase per lo scudetto, e le ultime quattro a quella per la salvezza), puntando solo alla permanenza nella massima serie decise di giocare nel campo succursale (stadio dei Prefabbricati di via Gagliardi) tutta la prima fase del campionato, "risparmiando" il campo principale per la ben più importante poule salvezza. Anche grazie a questo accorgimento il sodalizio rugbistico riuscì nell'impresa di vincere il girone salvezza, garantendosi la permanenza nel massimo campionato.
La convivenza tra calcio e rugby si è riproposta negli anni duemila con la promozione del team rugbistico in serie A (poi A1) e il trasferimento dello stesso a giocare nello stadio comunale di via Ferretto, normalmente dedicato al calcio.
La questione degli stadi per le squadre cittadine di calcio e rugby è stata risolta quando tutta l'area degli impianti sportivi destinati al rugby è stata oggetto di un profondo restyling nei primi anni duemila con un intervento complessivo che ha visto la creazione di una tribuna principale coperta con 448 posti a sedere (dislocata nella parte est del campo principale e quindi sfavorita dall'irraggiamento solare), l'eliminazione della storica copertura metallica nella gradinata ovest, la creazione di un'area parcheggio nella parte sud del campo principale e nella parte est del campo succursale, la costruzione dei nuovi spogliatoi e della club house. Rimane irrisolto il problema dei parcheggi a disposizione della struttura.